# Berislăvești
Berislăvești è un comune della Romania di 3 000 abitanti, ubicato nel distretto di Vâlcea, nella regione storica della Muntenia. 
Il comune è formato dall'unione di 6 villaggi: Berislăvești, Dîngești, Rădăcinești, Robaia, Scăueni, Stoenești.
Di un certo interesse nel comune sono i ruderi di un castrum Romano e, soprattutto, il Monastero di Berislăvești, complesso costituito dalla chiesa, con annesso un alto campanile e dalle strutture abitative per i monaci, il tutto circondato da mura fortificate; il complesso venne costruito tra il 1753 ed il 1767.